# Liga Espanhola de Basquete (1957-1983)
A Liga Espanhola de Basquete era a competição que, desde 1957, enfrentava aos clubes espanhóis cada ano em uma competição de liga com partidas entre todos os participantes, a dupla volta. Foi organizada pela Federação Espanhola de Basquete até 1983 quando os clubes, organizados na recém criada Asociación de Clubs de Baloncesto, decidiram organizar a liga ACB, uma nova competição independente da FEB.
Apesar de ser, formalmente, duas competições distintas, com regras e sistema de competições diferentes, a Liga ACB é considerada a continuadora da Primeira Divisão da Liga Espanhola de Basquete que organizava a FEB. Por ela, muitos meios de comunicação fazem um só palmarés com os campeões das duas ligas, como se da mesma competição se tratasse.
A Primeira Divisão da Liga Espanhola da FEB disputada entre 1957 e 1983 era uma "liga" no sentido estrito da palavra. Não havia play-off. Todos os participantes (cujo número foi aumentando com os anos) se enfrentavam entre si de acordo ao calendário estabelecido por um sorteio a princípio da temporada. Quando todas as equipes se haviam enfrentado ao resto, se iniciava a "segunda volta". As equipes se voltavam a enfrentar entre elas, seguindo a mesma ordem do calendário, mas alterando o campo em que jogavam. Desta maneira, todas as equipes se enfrentavam contra todos duas vezes, e uma vez em cada campo.
A vitória valia dois pontos e a derrota um ponto (naqueles tempos o regulamento do basquete contemplava o empate a pontos).
Ao finalizar a "segunda volta" concluia a liga e o primeiro classificado, a equipe que mais pontos havia somado, era proclamado campeão, e ganhava a possibilidade de participar na Copa da Europa de Basquete, organizada pela FIBA.
As equipes classificadas em segundo, terceiro e quarto lugar eram convidados a disputar a Copa Korac, exceto se algum deles havia ganhado a Copa da Espanha ou Copa do Rei de Basquete, em cujo caso era convidado a disputar a Recopa da Europa de Basquete
Os três últimos classificados caíam à Primeira Divisão B da liga e dixavam seu lugar aos três primeiros classificados dessa, que mudavam de categoria.
Durante as 27 temporadas que se disputou a liga, o Real Madrid foi o dominador absoluto da competição, ganhando 22 das 27 edições. Apenas cinco vezes ele foi derrotado, e sempre por equipes catalães: o FC Barcelona em três ocasiões, e o Joventut de Badalona em duas.

## Equipes participantes
Nas 27 temporadas que houve entre 1957 e 1983 competiram um total de 48 equipes na Primeira Divisão da Liga Espanhola de Basquete. Esta é a relação das equipes, por ordem alfabética:
| - Club Agromán (Madri) - Águilas (Bilbao) - Aismalíbar (Moncada i Reixac) - CB Askatuak (San Sebastián) - Club Atlético San Sebastián (Sn.Sn.) - FC Barcelona - CD Baskonia (Vitoria) - CB Breogán (Lugo) - Club Bosco (Corunha) - CB Caja de Ronda (Málaga) - CB Canarias (La Laguna) - Canoe NC (Madri) |  | - Círcol Catòlic de Badalona (Badalona) - RCD Espanyol (BCN) - CB Estudiantes (Madri) - CB Granollers (Granollers) - CN Helios (Zaragoza) - CD Hesperia (Madri) - CB L'Hospitalet (Hospitalet) - CD Iberia (Zaragoza) - CB Inmobanco (Madri) - Joventut (Badalona) - SD Kas (Vitoria/Bilbao) |  | - CD La Salle (Barcelona) - Laietà BC (Barcelona) - Real Madrid (Madri) - Bàsquet Manresa (Manresa) - CB Manresa (Manresa) - UE Mataró (Mataró) - CB Mollet (Mollet del Vallès) - UE Montgat (Montgat) - RC Náutico (Tenerife) - CB OAR (Ferrol) - CB Obradoiro (Santiago) |  | - CB Orillo Verde (Sabadell) - Picadero JC (Barcelona) - UDR Pineda (Pineda de Mar) - Sant Josep (Badalona) - Sevilla FC - CB Tempus (Madri) - Club Tritones (Zaragoza) - Valladolid CB (Valladolid) - C.Vallehermoso (Madri) - YMCA (Madri) - Real Zaragoza (Zaragoza) - Licor43(Actual Gramenet B.C. (Santa Coloma de Gramenet |

### Equipes participantes por comunidade autônoma
| - 18 equipes: Catalunha. - 9 equipes: Comunidade de Madri. - 5 equipes: País Basco. |  | - 4 equipes: Galiza e Aragão. - 2 equipes: Andaluzia e Canárias. - 1 equipes: Castela e Leão. |

## Palmarés Primeira Divisão
- 22 títulos: Real Madrid.
- 3 títulos: FC Barcelona.
- 2 títulos: Club Joventut de Badalona.

## Historial Primera División
| Temporada | Equipe | Jornada | Campeão      | Pontos | Vice-campeão          | Pontos | Jogador mais marcante | Pontos | Treinador campeão |
| --------- | ------ | ------- | ------------ | ------ | --------------------- | ------ | --------------------- | ------ | ----------------- |
| 1982/1983 | 14     | 26      | FC Barcelona | 50     | Real Madrid           | 50     | x                     | x      | Antoni Serra      |
| 1981/1982 | 14     | 26      | Real Madrid  | 50     | FC Barcelona          | 48     | x                     | x      | Lolo Sainz        |
| 1980/1981 | 14     | 26      | FC Barcelona | 40     | CB Estudiantes        | 38     | Essie Hollis (GRA)    | 599    | Antoni Serra      |
| 1979/1980 | 12     | 22      | Real Madrid  | 40     | FC Barcelona          | 38     | Nate Davis (VALL)     | 654    | Lolo Sainz        |
| 1978/1979 | 12     | 22      | Real Madrid  | 40     | FC Barcelona          | 34     | Williams (BAS)        | 735    | Lolo Sainz        |
| 1977/1978 | 12     | 22      | Joventut     | 40     | Real Madrid           | 38     | Essie Hollis (ASK)    | 862    | Antoni Serra      |
| 1976/1977 | 12     | 22      | Real Madrid  | 42     | FC Barcelona          | 41     | Guyette (FCB)         | 703    | Lolo Sainz        |
| 1975/1976 | 12     | 32      | Real Madrid  | 58     | FC Barcelona          | 46     | Bob Fullarton (BRE)   | 968    | Lolo Sainz        |
| 1974/1975 | 12     | 22      | Real Madrid  | 40     | FC Barcelona          | 38     | Price (BAS)           | 708    | Pedro Ferrándiz   |
| 1973/1974 | 15     | 28      | Real Madrid  | 55     | FC Barcelona          | 46     | John Coughran (YMCA)  | 888    | Pedro Ferrándiz   |
| 1972/1973 | 16     | 30      | Real Madrid  | 60     | Joventut              | 52     | A.Pérez (BRE)         | 697    | Pedro Ferrándiz   |
| 1971/1972 | 12     | 22      | Real Madrid  | 42     | FC Barcelona          | 38     | G. Sagi-Vela (EST)    | 475    | Pedro Ferrándiz   |
| 1970/1971 | 12     | 22      | Real Madrid  | 42     | Joventut              | 42     | A.Pérez (BRE)         | 595    | Pedro Ferrándiz   |
| 1969/1970 | 12     | 22      | Real Madrid  | 38     | Picadero JC           | 37     | Thomas (STJ)          | 529    | Pedro Ferrándiz   |
| 1968/1969 | 12     | 22      | Real Madrid  | 37     | Joventut              | 33     | Thomas (STJ)          | 563    | Pedro Ferrándiz   |
| 1967/1968 | 11     | 20      | Real Madrid  | 38     | CB Estudiantes        | 36     | Clyfford Luyk (RM)    | 486    | Pedro Ferrándiz   |
| 1966/1967 | 11     | 20      | Joventut     | 38     | Real Madrid           | 38     | A.Martínez (JOV)      | 441    | E.Kucharsky       |
| 1965/1966 | 10     | 18      | Real Madrid  | 34     | Picadero JC           | 33     | Aiken (RM)            | 431    | Robert Busnel     |
| 1964/1965 | 8      | 14      | Real Madrid  | 27     | Picadero JC           | 25     | Lorenzo Alocén (Hel)  | 330    | Pedro Ferrándiz   |
| 1963/1964 | 14     | 26*     | Real Madrid  | 18**   | Picadero JC           | 16**   | Emiliano (RM)         | 499    | Joaquín Hernández |
| 1962/1963 | 12     | 16*     | Real Madrid  | 11**   | CB Estudiantes        | 9**    | Emiliano (RM)         | 319    | Joaquín Hernández |
| 1961/1962 | 10     | 18      | Real Madrid  | 36     | Joventut              | 31     | Hightower (RM)        | 355    | Pedro Ferrándiz   |
| 1960/1961 | 12     | 22      | Real Madrid  | 42     | Orillo Verde Sabadell | 30     | Llobet (Ori)          | 450    | Pedro Ferrándiz   |
| 1959/1960 | 12     | 22      | Real Madrid  | 40     | Joventut              | 33     | Báez (RM)             | 439    | Pedro Ferrándiz   |
| 1958/1959 | 12     | 22      | FC Barcelona | 40     | Real Madrid           | 38     | Báez (RM)             | 445    | Jaime Isal        |
| 1958      | 10     | 18      | Real Madrid  | 32     | Joventut              | 29     | A.Martínez (RM)       | 310    | Ignacio Pinedo    |
| 1957      | 6      | 10      | Real Madrid  | 17     | FC Barcelona          | 17     | A.Martínez (RM)       | 180    | Ignacio Pinedo    |

Notas:
(*) As ligas das temporadas 1962-1963 e 1963-1964 tiveram duas fases. Aqui se indica o número total de partidas que se disputaram entre a fase regular e a fase final.
(**) Só se indica o número de pontos conseguidos na fase final.
(***) Na temporada 1982-1983 o FC Barcelona e o Real Madrid igualaram a pontos. A não ser o basket average particular um factor valorável, se jogou uma final em Oviedo para decidir o campeão. A final se disputou em Oviedo em 7 de abril de 1983, e o FC Barcelona derrotou o Real Madrid por 76-70.

## Recordes da Primeira Divisão da Liga Espanhola 1957-1983
- Equipe que mais títulos ganhou: Real Madrid, 22 títulos.
- Treinador que mais títulos ganhou: Pedro Ferrándiz, 12 títulos.
- Jogador que mais temporadas jogou: Alfonso Martínez, 19 temporadas.
- Jogador que mais títulos ganhou: Clyfford Luyk, 14 ligas.
- Jogador que ganhou títulos com mais equipes: Alfonso Martínez, com 3 equipes distintos, FC Barcelona, Real Madrid e Joventut.
- Jogador que mais pontos marcou na história da Liga: Alfonso Martínez.
- Jogador que mais pontos marcou em uma temporada: Bob Fullarton, do CB Breogán, marcou 968 pontos em 32 jornadas na temporada 1975-1976.
- Jogador que mais temporadas foi o máximo marcador: Alfonso Martínez, em três temporadas.
- Jogador com melhor média marcador da Liga: Essie Hollis foi o top marcador da temporada 1977-1978 fazendo 862 pontos, com uma média de 39,18 pontos por partida.
- Jogador que mais pontos marcou em uma partida: Walter Szczerbiak, marcou 65 pontos em 8 de fevereiro de 1976, quando o Real Madrid ganhou o CB Breogán por 140-48.
- Máxima diferência em uma partida: 92 pontos de diferência quando o Real Madrid ganhou o CB Breogán por 140-48 em 8 de fevereiro de 1976.